# General Lagos (Chili)
Pour les articles homonymes, voir General Lagos.
General Lagos, est une commune du Chili située dans la province de Parinacota, dans la région d'Arica et Parinacota.

## Géographie
Administrativement, il fait partie de la province de Parinacota. Située à l'extrémité nord des hauts plateaux chiliens, c'est la commune la plus septentrionale et la huitième moins peuplée du pays.
La municipalité se situe au tripoint entre le Chili, le Pérou et la Bolivie,  à une altitude de 4 069 m d'altitude , très proche de la ville bolivienne de Charaña .

## Démographie
En 2016, sa population s'élevait à 577 habitants. La superficie de la commune est de 2 244 km2 (densité de 0,26 hab./km2).